# Force of Habit
Force of Habit è un album studio del gruppo thrash metal Exodus, pubblicato nel 1992.

## Tracce
1. Thorn in My Side - 04:06
2. Me, Myself and I - 05:04
3. Force of Habit - 04:19
4. Bitch - 02:49 (cover dei The Rolling Stones)
5. Fuel for the Fire - 06:04
6. One Foot in the Grave - 05:16
7. Count Your Blessings - 07:30
8. Climb Before the Fall - 05:39
9. Architect of Pain - 11:02
10. When It Rains It Pours - 04:20
11. Good Day to Die - 04:48
12. Pump It Up - 03:10 (cover di Elvis Costello & the Attractions)
13. Feeding Time at the Zoo - 04:33
14. Crawl Before You Walk (Bonus Track) - 03:59
15. Telepatethic (Bonus Track) - 04:50

## Formazione
- Steve "Zetro" Souza - voce
- Gary Holt - chitarra
- Rick Hunolt - chitarra
- Michael Butler - basso
- John Tempesta - batteria